# Interdisziplinäre Arbeitsgemeinschaft für Klinische Hämotherapie
Die Interdisziplinäre Arbeitsgemeinschaft für Klinische Hämotherapie IAKH gem. e. V. ist eine deutsche wissenschaftliche Fachgesellschaft auf dem Gebiet der klinischen Hämotherapie (Therapie mit Blut). Sie befasst sich mit den klinischen Aspekten der Blutspende und der Anwendung von Blutprodukten sowie mit der Diagnostik und Therapie von Gerinnungsstörungen des Blutes.
Die IAKH hat sich vor allem der Aus- und Weiterbildung der Ärzte verschrieben, die gemäß Transfusionsgesetz und den Hämotherapie-Richtlinien der Bundesärztekammer als sogenannte „Transfusionsverantwortliche“ (TV), „Transfusionsbeauftragte“ (TB) sowie Qualitätsbeauftragte für Hämotherapie (QB) die Anwendung von Blut und Blutprodukten organisieren und sie in den medizinischen Einrichtungen (Arztpraxis, Krankenhaus, Rehabilitationsklinik o. Ä.) anleiten beziehungsweise überwachen. Laut Transfusionsgesetz muss jede Einrichtung, die Blut und Blutprodukte anwendet, einen Verantwortlichen TV und in jeder transfundierenden Abteilung einen Beauftragten TB sowie einen Qualitätsbeauftragten QB speziell für die Bluttransfusion und die Anwendung von Blutprodukten ernennen.
Die IAKH ist ein gemeinnütziger eingetragener Verein und neutraler Zusammenschluss von Transfusionsbeauftragten, Transfusionsverantwortlichen, Qualitätsbeauftragten für Hämotherapie, niedergelassenen Transfusionsmedizinern sowie in der Klinik und Praxis tätigen Hämostaseologen und allen Ärzten, die mit der Durchführung klinischer Hämotherapie befasst sind. Ihr Ziel ist die Verbesserung der medizinischen Qualität der Patientenversorgung mit der wertvollen Ressource Blut, Erhöhung der Patientensicherheit und verbesserte Ausbildung der klinisch tätigen Ärzte auf dem Gebiet der Therapie mit Blutbestandteilen, Eigenblut, Blutprodukten und Gerinnungsfaktoren.

## Aufgaben
- Information der Kliniken zu aktuellen Themen der Hämotherapie und der Umsetzung des Transfusionsgesetzes
- Erarbeitung und Veröffentlichungen von Stellungnahmen und Empfehlungen für kritische Aspekte der Hämotherapie
- Durchführung und Organisation von Fortbildungen („Transfusionsgesprächen“) für Transfusionsbeauftragte und -verantwortliche sowie Hämostaseologen und alle weiteren Ärzte, die mit der Durchführung klinischer Hämotherapie befasst sind
- Unterstützung der Landesärztekammern bei der Qualifizierung, Fort- und Weiterbildung der Qualitätsbeauftragten, Transfusionsverantwortlichen und Transfusionsbeauftragten
- Fachliche Begleitung des Peer-Review-Programms der Landesärztekammern auf dem Gebiet der Hämotherapie nach dem Curriculum der Bundesärztekammer sowie die Einberufung und Organisation der Steuerungsgruppe Peer Review Hämotherapie
- Führen und Besetzung der Auswertungskommission des nationalen Fehlerregisters für Hämotherapie in Zusammenarbeit mit der Sektion Hämotherapie, Hämostaseologie der Deutschen Interdisziplinären Vereinigung für Intensiv- und Notfallmedizin
- Vertretung der praktischen Anwenderaspekte der Therapie mit Blut und Blutprodukten im Arbeitskreis Blut im Robert Koch-Institut
- Mitarbeit bei den Revisionen der Richtlinien für die Therapie mit Blut und Blutprodukten der Bundesärztekammer
- Zusammenstellung und Besetzung der Leitlinienkommission der Bundes-/Landesärztekammern
- Zusammenarbeit mit nationalen und internationalen Organisationen der Hämotherapie und Hämostaseologie

## Aktivitäten

### Tagungen/Veranstaltungen
Die IAKH organisiert 1 bis 2 Fortbildungstagungen ("Transfusionsgespräche") im Jahr mit Schwerpunkt auf die praktischen Inhalte der Anwendung von Blut- und Blutprodukten, Hämostaseologie, Patient Blood Management, Transfusionssicherheit, Immunhämatologie, Berufsumfeld und Aufgabenbereich von Transfusionsverantwortlichen, Transfusionsbeauftragten, Qualitätsbeauftragten für Hämotherapie. Der Erfahrungsaustausch für die Qualitätsbeauftragten Hämotherapie ist angegliedert. Auf der Internetseite informiert die IAKH über alle wichtigen Fortbildungs- und Qualifizierungsveranstaltungen in Deutschland. Seit 2022 finden auch Webinare zu ausgesuchten Themen mit gefragten Referenten statt. Zusätzlich bildet die IAKH Qualifikationsseminare Peers in der Hämotherapie aus und führt Peer Review Hämotherapie Besuche der Einrichtungen deutschlandweit mit den jeweiligen Landesärztekammern durch.

### Forum
Im oft genutzten, frei zugänglichen Internetforum der IAKH können Fragen zu den Themen „Allogene Transfusion“, „Autologe Transfusion“, „Qualitätssicherung“, „Rechtliche Grundlagen, Richt- und Leitlinien“, „Gerinnung“, „Individuelle Hämotherapie/Patient Blood Management“ und „Verschiedenes“ gestellt werden und andere Mitglieder mit Erfahrung auf dem Themenbereich antworten.

### Nachrichten/Newsletter
Die IAKH veröffentlicht regelmäßig Empfehlungen und Stellungnahmen zu Rechts- und Richtlinienänderungen, Themen der Transfusionssicherheit, hämotherapeutischen Konzepten und bedeutsamen wissenschaftlichen Publikationen auf ihrer Internetseite, seit 2016 auch als regelmäßigen Newsletter über einen Mailverteiler an alle Mitglieder.

### Peer Review Hämotherapie
Die IAKH ist der Verfahrenseigner des Peer Review Hämotherapie nach dem Curriculum der Bundesärztekammer. Das Peer Review ist ein Instrument der ärztlichen Qualitätssicherung in Institutionen des Gesundheitswesens, das auf dem kollegialen Erfahrungsaustausch und lernendem Dialog basiert. Die IAKH begleitet das Peer Review Programm der Landesärztekammern in allen Bundesländern auf dem Gebiet der Hämotherapie. Sie erstellt den jährlich aktualisierten Inhaltskatalog des Peer Reviews Hämotherapie in der von ihr organisierten und einberufenen Steuerungsgruppe. Zusätzlich veranstaltet die IAKH Seminare zum Erwerb der Eignung als Peer Hämotherapie nach dem Curriculum der Bundesärztekammer.

### Fehlerregister
Seit 2009 betreibt die IAKH zusammen mit der DIVI Sektion Hämotherapie/Hämostaseologie und dem CIRS AINS der DGAI/BDA bzw. dem CIRS-Medical der Bundesärztekammer eine frei zugängliche Meldeplattform im Internet, in die Fehler und Beinahe-Verwechslungen bei der Anwendung von Blut und Blutprodukten von klinisch tätigem Personal anonym gemeldet werden können. Die interdisziplinäre Auswertekommission wertet die Meldungen hinsichtlich ihrer Bedeutung für die Patienten, Mitarbeiter und Institutionen aus und gibt Empfehlungen zur Vermeidung, zum Beispiel in Form einer neuen Arbeitsanweisung, Fortbildung (Prozessqualität) oder strukturellen bzw. technischen Lösung eines Problems (Strukturqualität). Sie erstellt in regelmäßigen Abständen einen zusammenfassenden Bericht zur Sicherheit und Verbesserungsmöglichkeiten der Anwendungssicherheit von Blut und Blutprodukten in Deutschland.

### Hämostaseologischer Konsildienst der IAKH
Für Fragen zur Thromboseprophylaxe, Überbrückung von gerinnungshemmenden Medikamenten bei Operationen und Blutstillung bei angeborenen und erworbenen Gerinnungsstörungen betreibt die IAKH bislang nur für Mitglieder einen telefonischen Konsildienst mit ausgewiesenen Experten auf dem Gebiet der Blutgerinnung.

### Individuelle Hämotherapie
Seit ihrem Bestehen berät die IAKH hinsichtlich der erprobten Alternativen zur Fremdblutgabe wie Vermeidung der präoperativen Anämie, Vermeidung des intraoperativen Blutverlusts, Aufbereitung von Wundblut, Gerinnungsanalytik und -therapie, Toleranz der postoperativen Blutarmut. Unter dem publikationswirksamen Schlagwort „Patient Blood Management“ betreibt sie dies seit 2014 in Kooperation mit der Initiative Patient Blood Management der DGAI von mehreren Universitätskliniken in Deutschland und Österreich.

## Geschichte
Die Interdisziplinäre Arbeitsgemeinschaft für Klinische Hämotherapie gem. e. V. wurde 2002 auf den Marburger Transfusionsgesprächen gegründet. Sie hat sich thematisch der klinischen Anwendung von Blut und Blutprodukten, der Gerinnungsstörungen und der Eigenbluttechniken verschrieben. Sie ist nicht in die Herstellung von Fremdblut und Gerinnungsprodukten involviert. Sie strebt aber die enge Zusammenarbeit mit allen staatlich-kommunalen, universitären, gemeinnützigen (z. B. dem DRK) Blutspendediensten an.
Gründungsmitglieder im damaligen Vorstand:
- Volker Kretschmer, em., damaliger Chef des Instituts für Transfusionsmedizin und Immunhämatologie der Universitätsklinik Marburg
- Eberhard Götz, em., damaliger Chefarzt des Institutes für Anästhesiologie und Intensivmedizin des Klinikums Darmstadt
- Arnulf Weiler-Lorentz, a.d., damaliger Oberarzt des Instituts für Anästhesiologie und operative Intensivmedizin des Universitätsklinikums Mannheim
- Rainer Moosdorf, em., damaliger Klinikdirektor der Klinik für Herz- und thorakale Gefäßchirurgie, Universitätsklinikum Marburg

## Kooperationen
- DIVI – Sektion Hämotherapie und Hämostaseologie der Deutschen Interdisziplinären Vereinigung für Intensiv- und Notfallmedizin
- DGAI/BDA – gemeinsamer Arbeitsausschuss Bluttransfusion der Deutschen Gesellschaft für Anästhesiologie und Intensivmedizin
- NATA – Scientific Board des "Network for the Advancement of Patient Blood Management, Haemostasis and Thrombosis"
- GTH – Gesellschaft für Thrombose- und Hämostaseforschung
- SABM – Society for the Advancement of Blood Management
- StKB – Arbeitsgemeinschaft für Ärzte staatlich-kommunaler Blutspendedienste e. V.
- DGTI – Deutsche Gesellschaft für Transfusionsmedizin und Immunologie
- BDT – Bund deutscher Transfusionsmediziner

## Organe und Besetzungen
- derzeitiger Vorstand (Fischer D, Juratli M, C. Höhnemann, Wittmann G, Steinbicker A, Klein P, Leo A, Rünz T, Frietsch T)
- Geschäftsstelle (Wittenberg G)
- Auswertekommission des Fehlerregisters (Fleiter B, Frietsch T, Karger R, Knels R, Moosdorf R, Poetzsch B, Schanz S, Schipplick M, Schoeler M, Spannagl M, Wittmann G, Wittenberg G, Krombholz K, Kühl-Burmeister R, Wittenmeier E, Fischer D, Henschler R, Pötzsch B)
- Leitlinienkommission ärztliches Peer Review Hämotherapie der Ärztekammern (Erhard J, Frietsch T, Moosdorf R, Schipplick M, Stichling F, Meybohm P, Spannagl M, Welte M, Dietrich G)
- Arbeitsgruppe "TERZ" transfusionsassoziierte Ereignisse, Reaktionen und –Zwischenfälle, Leitung Dietrich G, Eggenfelden
- Arbeitsgruppe "Autologe Therapien", Leitung Seyfried T, Regensburg; Guertler K, Augsburg,
- Arbeitsgruppe "AG Hämotherapie Ausbildung I – Theorie", Leitung Hannibal H, Lohr am Main
- Arbeitsgruppe "AG Hämotherapie Ausbildung II – Simulation", Leitung Fiedler F, Köln; Frietsch T, Mannheim
- Arbeitsgruppe "AG RF-TS" Transfusionssicherheit, Leitung Knels R, Dresden; Frietsch T, Mannheim
- Arbeitsgruppe "Immunhämatologie-Labor und Blutdepot", Leitung Wittmann G, München
- Arbeitsgruppe "Junge IAKH", Leitung Hafner A, Heidelberg; Aschauer S, Heidelberg
- Arbeitsgruppe "Pädiatrische Hämotherapie" Piekarski F, Bonn; Steinbicker A, Köln
- Redaktion News Letter und Webseite (Ludwig K, Frietsch T, Spiess A, Hinrichs A)

## Publikationen
- Dania Fischer et al. Incorporating the concept of overtransfusion into hemovigilance monitoring: An expert-based definition and criteria from the International HIT-OVER Forum. Transfusion. 2025 Jan;65(1):110-121. doi:10.1111/trf.17973
- Frietsch T, Rondinelli MB, Levy JH. Congratulation, Appraisal, and Comment on the 25 Years Anniversary of Serious Hazards of Blood Transfusion. Transfus Med Hemother. 2023 Nov 27;51(3):193-197. doi:10.1159/000532049. Erratum in: Transfus Med Hemother. 2024 Aug 16;51(5):360. doi:10.1159/000540591
- Frietsch T, Wittenberg G, Horn A, Steinbicker AU. Implementation of a "Patient Blood Management" program in medium sized hospitals: Results of a survey among German hemotherapists. Health Sci Rep. 2022 Nov 18;5(6):e924. doi:10.1002/hsr2.924
- Frietsch T, Steinbicker AU, Horn A, Metz M, Dietrich G, Weigand MA, Waters JH, Fischer D. Safety of Intraoperative Cell Salvage in Cancer Surgery: An Updated Meta-Analysis of the Current Literature. Transfus Med Hemother. 2022 May 11;49(3):143-157. doi:10.1159/000524538
- Thomas Frietsch, Andrea U. Steinbicker, Matthes Hackbusch, Juan D. Nguyen, Gerald Dietrich: Sicherheit der maschinellen Autotransfusion in der Tumorchirurgie: Systematisches Review mit Meta-Analyse. Der Anästhesist 2020; 69:331–351 doi:10.1007/s00101-020-00751-4
- Thomas Frietsch. Research for transfusion safety- priority of administration safety. Transfus Apher Sci 2019; 58(6): 102650 doi:10.1016/j.transci.2019.09.003.
- Thomas Frietsch, Arjeh Shander, David Faraoni, Jean Francois Hardy. Patient Blood Management is not about blood transfusion: it is about patients' outcomes. Blood Transfus 2019 Sep;17(5):331-333 doi:10.2450/2019.0126-19.
- Thomas Frietsch, Daffyd Thomas u. a.: Administration Safety of Blood Products - Lessons Learned from a National Registry for Transfusion and Hemotherapy Practice. In: Transfusion Medicine and Hemotherapy. 44, 2017, S. 240, doi:10.1159/000453320.
- Immunmodulation durch Transfusion von Erythrozytenkonzentraten. Malte Ziemann, Lothar Rink, Thomas Frietsch, Michal Spannagl, Ulrich Schuler. Transfusionsmedizin 2017; 7:40-48
- CIRS AINS: Fall des Monats – Keine gewaschenen Erythrozytenkonzentrate bereit 2016. „Thomas Frietsch, Martin Schipplick, Birgit Fleiter und die Auswertekommission des Fehlerregisters der IAKH“, (https://www.cirs-ains.de/cirs-ains/publikationen/bda-und-dgai/fall-des-monats/602-fall-des-monats-januar-2016.html)
- Kapitel 24: Fehlende Bereitstellung von Erythrozytenkonzentraten 2012. „Thomas Frietsch und die Auswertekommission des Fehlerregisters der IAKH“ In: Fehler und Irrtümer in der Anästhesie. „(Hrsg.) Meybohm P, St. Pierre M, et al.“. Thieme 2012
- Thomas Frietsch: Blutmanagementprogramm für Knie- und Hüftgelenkersatz-OP. In: Journal Club AINS. 1, 2012, S. 34, doi:10.1055/s-0032-1329261.
- Hämotherapie heute – Auf dem Weg zu Sicherheit und Qualität 2011.„Michael Spannagl, Thomas Frietsch“ Anaesthesiologie und Intensivmedizin52:100-101 ()
- CIRS Transfusion Report 2011. „Thomas Frietsch und die Auswertekommission des Fehlerregisters“, Anaesthesiologie und Intensivmedizin 52: 106-111
- CIRS AINS: Fall des Monats April 2011. „Thomas Frietsch und die Auswertekommission des Fehlerregisters“. Unzureichende Kommunikation über die Bereitstellung von Erythrozytenkonzentraten zwischen Blutdepot und Klinik (https://www.cirs-ains.de/files/fall-des-monats/CIRS-AINS-Fall-des-Monats-April-2011.pdf)
- Maßnahmen zur Fehlervermeidung in der klinischen Hämotherapie 2011.„Ralf Karger“. Anaesthesiologie und Intensivmedizin ()
- Leitlinien, Standard Operating Procedures und Patientenpfade in der Hämotherapie – Standardisierung versus Individualisierung? 2011. „Martin Schipplick, Thomas Frietsch“. Anaesthesiologie und Intensivmedizin 52:48-54
- Interdisziplinäre Hämotherapie in der Intensivmedizin 2011. „Thomas Frietsch et al.“ Anaesthesiologie und Intensivmedizin 52:58-66
- Einrichtung eines nationalen Fehlerregisters für Bluttransfusionen 2009. „Thomas Frietsch et al.“ Anaesthesiologie und Intensivmedizin 50:66 ()
- Die interdisziplinäre Arbeitsgemeinschaft für Klinische Hämotherapie: Startschuss für ein deutsches Haemovigilanzsystem 2009.„Thomas Frietsch et al.“ Anästhesiologie Intensivmed Notfallmed Schmerzther 44(9): 626-628, doi:10.1055/s-0029-1241166
- IAG Symposium Qualitätsmanagement in der Klinischen Hämotherapie: Ergebnisse der Fehleranalysen in einem süddeutschen Universitätsklinikum 2008„Martin Schipplick“. DIVI Kongress für Intensivmedizin und Notfallmedizin (DIVI) Hamburg, 2008
- Arnulf Weiler-Lorentz, Thomas Frietsch. Autologous Predeposit: To Leukocyte Deplete Or Not to Leukocyte Deplete? Transfus Med Hemother 2006;33:296-301
- Laudatio zum 60. Geburtstag von Prof. Dr. med. V. Kretschmer 2003. „Ewald Götz“. Anaesthesiologie und Intensivmedizin 44:172
- Interdisziplinäre Arbeitsgemeinschaft für Klinische Hämotherapie gegründet 2002.„Volker Kretschmer“. Anaesthesiologie und Intensivmedizin 43:382 (https://www.ai-online.info/images/ai-ausgabe/2002/06-2002/AI%2002_06_382.pdf)

## Bücher unter Mitwirkung der IAKH-Vorstände
- Transfusionsassoziierte Pharmakotherapie. „(Hrsg.) Singbartl G, Singbartl K“. Springer 2016 (Rezension), ISBN 978-3-662-47257-6
- Fehler und Irrtümer in der Anästhesie. „(Hrsg.) Meybohm P, St. Pierre M, Heinrichs W, Bein B“. Thieme 2012, ISBN 978-3-13-162981-4
- Hämostaseologie. „(Hrsg.) Pötzsch B, Madlener K“. Springer 2010 (Rezension), ISBN 978-3-642-01543-4
- Transfusionsmedizin – Klinische Hämotherapie. „(Hrsg.) Kretschmer V, Gombotz H, Rumpp G“. Thieme 2008 (Rezension), ISBN 978-3-13-145751-6